# Nadine Reichert
Nadine Reichert geb. Pastor (* 24. Oktober 1984 in Lichtenstein/Sa.) ist eine deutsche Freiwasserschwimmerin.

## Werdegang
Ihre Karriere begann Nadine Reichert 1999 beim SC Chemnitz 1892. Im Juli 2007 wechselte sie zur SG EWR Rheinhessen-Mainz. Ihr Trainer ist Gerd Neuburger. Ihre Spezialstrecken sind 5 und 10 km. Auf der kürzeren Strecke feierte sie mit der Bronzemedaille bei den Schwimmeuropameisterschaften 2002 in Berlin und mit derselben Platzierung neun Jahre später bei den Freiwassereuropameisterschaften 2011 in Eilat ihre bisher größten Erfolge. Bei den Europameisterschaften 2002 bestritt sie im Alter von 17 Jahren ihr erstes internationales Rennen.
Nadine Reichert ist seit 22. August 2009 mit dem Freiwasserschwimmer Christian Reichert verheiratet. Das Paar hat ein Kind.

## Erfolge
2013:
- 3. Platz beim Weltcup in Viedma (Argentinien) über 10 km

2012:
- 2. Platz in der Weltcupgesamtwertung über 10 km
- Teilnahme an den Freiwassereuropameisterschaften in Piombino (Italien) über 10 km
- 2. Platz bei den Deutschen Meisterschaften im Freiwasserschwimmen in Großkrotzenburg über 10 km
- 4. Platz beim Weltcup in Santos (Brasilien) über 10 km
- 3. Platz beim Weltcup in Viedma (Argentinien) über 10 km
- 4. Platz beim Weltcup in Hongkong über 10 km
- 3. Platz beim Weltcup in Shantou (China) über 10 km
- 3. Platz beim Europacup in der Türkei über 5 km
- 3. Platz beim Weltcup in Cancún (Mexiko) über 15 km

2011:
- 3. Platz bei den Europameisterschaften in Israel über 10 km[3]
- 1. Platz beim Weltcup in Roberval (Kanada) über 10 km
- 2. Platz bei der Universiade in Shenzen (China) über 10 km
- Deutsche Meisterin über 10 km in Rostock
- 3. Platz bei den Deutschen Meisterschaften über 5 km in Rostock

2010:
- Teilnahme an den Weltmeisterschaften in Roberval (Kanada) über 5 und 10 km
- 5. Platz über 5 km bei den Schwimmeuropameisterschaften 2010 in Budapest
- 10. Platz über 10 km bei den Europameisterschaften in Budapest
- Deutsche Meisterin über 5 km in Strausberg
- Deutsche Hochschulmeisterin über 400 m Freistil

2009:
- 13. Platz über 5 km bei den Weltmeisterschaften in Rom
- Deutsche Meisterin über 5 km in Lindau
- 3. Platz bei der Weltcupgesamtwertung über 10 km
- 2. Platz beim Weltcup in Shantou (China) über 10 km
- 2. Platz beim Weltcup in Chun’an (China) über 10 km
- 3. Platz beim Weltcup in Santos (Brasilien) 10 km
- 1. Platz 1 Mile in Windermere (Großbritannien)

2008:
- 1. Platz Deutsche Kurzbahnmeisterschaften in Essen über 1500 Freistil
- 1. Platz in der Europacupgesamtserie[4]
- Deutsche Meisterin über 5 und 10 km in Prien am Chiemsee
- 5. Platz über 5 km und 6. Platz über 10 km bei den Europameisterschaften in Dubrovnik
- 1. Platz beim Europacup in der Marmaris (Türkei)
- 1. Platz beim Europacup in Poreč (Kroatien)
- 3. Platz beim Europacup in Navia (Spanien)
- 2. Platz bei den Deutschen Meisterschaften in Berlin über 1500 Freistil

2007:
- Deutsche Meisterin in Großkrotzenburg über 10 km
- 3. Platz beim 10-km-Qualifikationsrennen für WM/Olympia

2003:
- 4. Platz beim Weltcup in Dubai (Vereinigte Arabische Emirate)
- 3. Platz bei den Deutschen Meisterschaften in Großkrotzenburg über 5 km

2002:
- 3. Platz bei den Europameisterschaften in Berlin über 5 km
- 5. Platz / 2. Platz in der Teamwertung bei den Europameisterschaften
- Teilnahme an den Weltmeisterschaften über 5 km

2001:
- Deutsche Meisterin der Juniorinnen über 5 km[5]

In den Jahren 2004 bis 2006 pausierte Nadine Reichert.